# Порфировик
Порфировик, или порфиреллус (лат. Porphyrellus) — род грибов семейства болетовые (Boletaceae).
Синонимы:
- Phaeoporus Bataille, 1908, nom. illeg.

## Описание
- Шляпка выпуклой или подушковидной, позднее иногда почти плоской формы, матовая, бархатистая или покрытая чешуйками, каштанового, коричневого, оливково-бурого или оливково-жёлто-коричневого цвета.
- Трубчатый слой беловатого, грязно-розового, светло-серого или коричнево-бурого цвета, у ножки с вдавленными трубочками.
- Мякоть белого или бледно-желтовато-буроватого цвета, на воздухе меняет цвет.
- Ножка ребристая или сетчатая, волокнистая, покрытая мелкими чешуйками, коричневого, орехово-бурого или тёмно-бурого цвета.
- Споровый порошок порфирного, буро-коричневого или красновато-коричневого цвета. Споры гладкие, веретеновидной или эллипсоидной формы.

### Экология
Произрастают на почве в смешанных лесах, как под лиственными, так и под хвойными деревьями.

## Виды
- Porphyrellus alboater (Schwein.) E.-J. Gilbert, 1931
- Porphyrellus amylosporus A.H. Sm., 1965
- Porphyrellus atrafuscus E.A. Dick & Snell, 1961
- Porphyrellus atrobrunneus Lj.N. Vassiljeva, 1950 — Порфировик чёрно-бурый
- Porphyrellus cyaneotinctus (A.H. Sm. & Thiers) Singer, 1991
- Porphyrellus festivus Singer, 1961
- Porphyrellus formosanus K.W. Yeh & Z.C. Chen, 1985
- Porphyrellus fuligineus (Fr.) Singer, 1991
- Porphyrellus fumosipes (Peck) Snell, 1945
- Porphyrellus fusisporus Kawam. ex Imazeki & Hongo, 1957
- Porphyrellus gracilis (Peck) Singer, 1945 — Порфировик изящный
- Porphyrellus heterospermus R. Heim & Perr.-Bertr., 1964
- Porphyrellus indecisus (Peck) E.-J. Gilbert, 1931
- Porphyrellus longipes (Massee) Wolfe & R.H. Petersen, 1978
- Porphyrellus malaccensis (Pat. & C.F. Baker) Singer, 1945
- Porphyrellus niger Heinem. & Gooss.-Font., 1951
- Porphyrellus nigrellus (Peck) E.-J. Gilbert, 1931
- Porphyrellus novae-zelandiae McNabb, 1967
- Porphyrellus pacificus (Wolfe) Singer, J. García & L.D. Gómez, 1991
- Porphyrellus porphyrosporus (Fr. & Hök) E.-J. Gilbert, 1931 — Порфировик красноспоровый
- Porphyrellus rionegrensis Singer & I.J. Araujo, 1978
- Porphyrellus sordidus (Frost) Snell, 1945
- Porphyrellus subflavidus (Murrill) Singer, 1945 — Порфировик желтоватый
- Porphyrellus subvirens Hongo, 1960
- Porphyrellus tristis (Pat. & C.F. Baker) Singer, 1945
- Porphyrellus umbrosus (G.F. Atk.) Singer, J. García & L.D. Gómez, 1991
- Porphyrellus zaragozae Singer & J. García, 1991